# Hushang

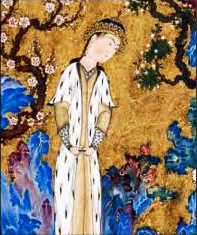
Perzische miniatuur van Hushang in de Sjahnama van Sjah Tahmasp

Hushang (Perzisch: هوشنگ) is een sjah uit de Sjahnama van de dichter Ferdowsi uit de 10e eeuw. Hushang is de zoon van Siamak, de zoon van Gayomard en de vader van Tahmures.
Als Siamak is gedood door de zwarte demon, de zoon van Ahriman, en Gayomard een jaar getreurd heeft over de dood van zijn zoon, komt de engel Sorush om de koning op te roepen tot de strijd tegen de demonen. Gayomard stelt Hushang aan als bevelhebber over het leger dat uit feeën en dieren bestaat. Hushang behaalt de overwinning en doodt de zwarte demon. Toch zien we later in de geschiedenis diezelfde zwarte demon het tegen zijn zoon Tahmures opnemen. 
Na de overwinning overlijdt Gayomard en neemt zijn kleinzoon Hushang de kroon van hem over. Op een dag verschijnt er een grote, zwarte slang met rode ogen en rook uit z'n bek. Hushang werpt een steen, maar die mist het monster. Wel slaat de steen een vonk uit de rotsen en zo ontdekt Hushang het geheim van de vuursteen en het maken van vuur. Die avond vieren ze de ontdekking van het vuur en het feest wordt als 'Sadeh' herinnerd. Hushang vindt het ambacht van de smid uit en laat allerhande werktuigen maken. Ook scheidt hij de wilde van de tamme dieren. Na veertig jaar te hebben geregeerd geeft Hushang de kroon over aan zijn zoon Tahmures.